# Dysphania discalis
Dysphania discalis är en fjärilsart som beskrevs av Walker 1854. Dysphania discalis ingår i släktet Dysphania och familjen mätare. Inga underarter finns listade i Catalogue of Life.